# 陳浩才
陳浩才，BBS，MH（1935年2月20日—2010年），香港資深音樂人、樂評人。
陳浩才早年就讀中華中學（1955年畢業），1958年畢業於英國皇家音樂院，主修樂理及聲樂。他與其他人一同成立「紅寶石Hi Fi音樂欣賞會」，介紹新唱片及一些優良音響設備，是遠東音樂音響有限公司董事總經理。此外還出版《音響技術》月刊。1960年應邀主持香港電台節目《醉人的音樂》（現名為《醉人音樂》），至今橫跨半個世紀，深受古典樂迷喜愛。2002年至2004年擔任香港藝術發展局藝術顧問。由於其長期致力在香港推廣古典音樂，1992年，陳浩才獲香港藝術家聯盟頒發藝術推廣（個人）年獎；2000年，獲香港特別行政區政府頒授榮譽勳章；2007年，獲香港演藝學院頒發榮譽院士銜，2009年獲香港特別行政區政府頒授銅紫荊星章。2010年7月27日于香港逝世。